# Gieorgijewskoje (Kraj Krasnodarski)
Gieorgijewskoje (ros. Георгиевское) – wieś w Rosji, w Kraju Krasnodarskim, w rejonie tuapsińskim. W 2010 liczyła 1606 mieszkańców.